# 亞力希歐·澤爾濱
亞力希歐·澤爾濱（義大利語：Alessio Zerbin；1999年3月3日—），意大利足球運動員，現效力於意甲球會克雷莫納 (拿玻里外借)，司職前鋒，自2015-16賽季意丁联赛加入戈扎诺開始他的職業生涯。

## 俱樂部生涯
2016年，亞力希歐·澤爾濱在意丁的Gozzano展開職業生涯，雖然半季便被拿玻里買走，但一直沒有上場機會，每季都被外借至低級別聯賽，如意丙的Viterbese等。今季再被外借加盟意乙的弗羅西諾內。

## 國家隊生涯
他在2022年5月已經進入了主帥罗伯托·曼奇尼的青年國腳集訓營。
澤爾濱在今夏得到了曼奇尼的徵召，入選意大利隊並在對陣匈牙利的歐國聯比賽中替補登場，完成國家隊首秀。

## 榮譽
拿坡里
- 意甲冠軍：2022–23[5]

## 外部連結
- Profile （页面存档备份，存于） at the S.S.C. Napoli website

- Soccerway資料庫：亞力希歐·澤爾濱